# Анатолиj Соловjаненко
Анатолиj Соловјаненко ( Доњецк, 25. септембар 1932 — Козин, 29. јул 1999) био је оперски певач. Народни уметник Совјетског Савеза (1975).